# Malacara de Verano (pera)
Malacara de Verano, es el nombre de una variedad cultivar de pera europea Pyrus communis. Esta pera está cultivada en la colección de la Estación Experimental Aula Dei (Zaragoza). Esta pera también está cultivada en diversos viveros entre ellos algunos dedicados a conservación de árboles frutales en peligro de desaparición. Esta pera variedad muy antigua es originaria de España, en Balaguer en la provincia de Lérida (comunidad autónoma de Cataluña), y tuvo su mejor época de cultivo comercial antes de la década de 1960, y actualmente en menor medida aún se encuentra.

## Sinonimia
- "Carabruta d'Estiu".

## Historia
En España 'Malacara de Verano' está considerada incluida en las variedades locales autóctonas muy antiguas, cuyo cultivo se centraba en comarcas muy definidas. Se caracterizaban por su buena adaptación a sus ecosistemas y podrían tener interés genético en virtud de su adaptación. Se encontraban diseminadas por todas las regiones fruteras españolas, aunque eran especialmente frecuentes en la España húmeda. Estas se podían clasificar en dos subgrupos: de mesa y de cocina (aunque algunas tenían aptitud mixta).
'Malacara de Verano' es una variedad clasificada como de mesa, se utiliza también en la cocina, difundido su cultivo en el pasado por los viveros comerciales y cuyo cultivo en la actualidad se ha reducido a huertos familiares y jardines privados.

## Características
El peral de la variedad 'Malacara de Verano' tiene un vigor medio; florece a finales de abril; tubo del cáliz extraordinariamente grande, ancho y profundo con conducto casi igual de ancho y también profundo.
La variedad de pera 'Malacara de Verano' tiene un fruto de tamaño medio; forma turbinado-aplastada o esferoidal, con cuello casi imperceptible o sin cuello, ligeramente asimétrica, y el contorno irregularmente redondeado; piel lisa o semi-granulosa, brillante, aceitosa; color de fondo  amarillo o verdoso con chapa variable, desde sonrojada a rojo carmín vivo, presenta un punteado muy abundante y visible, de color claro con aureola verde, rojiza sobre la chapa, "russeting" (pardeamiento áspero superficial que presentan algunas variedades) débil; pedúnculo de longitud y grosor medios, fuerte, leñoso, ligeramente engrosado en ambos extremos, recto, implantado derecho, cavidad peduncular estrecha o media, poco profunda, con el borde fuertemente ondulado o ligeramente mamelonado; cavidad calicina muy amplia, poco profunda, ligeramente fruncida, con el borde fuertemente ondulado; ojo muy grande, irregular, semicerrado; sépalos lanosos, muy largos, puntiagudos, rizados o alguno extendido, rojizo en la base.
Carne de color blanco; textura fina y fundente a pesar de ser ligeramente granulosa, muy jugosa; sabor aromático, fino, muy delicado, muy bueno; corazón pequeño, pedregoso. Eje elíptico, muy ancho y corto, interior lanoso, con frecuencia se comunica con las celdillas. Celdillas amplias y cortas. Semillas pequeñas, cortas, semi-globosas, punta de inserción ancha y chata, a veces con iniciación de espolón, color castaño amarillento u oscuro, no uniforme.
La pera 'Malacara de Verano' tiene una maduración durante la segunda quincena de julio (en E. E. Aula Dei de Zaragoza). Aguanta en buenas condiciones un mes de almacenamiento en un ambiente refrigerado. Se usa como pera de mesa fresca, y en cocina.